# 日本自動車スポーツマフラー協会
日本自動車スポーツマフラー協会（にほんじどうしゃスポーツマフラーきょうかい）は、自動車スポーツマフラーの普及促進を図るため日本国内の自動車マフラーメーカーにより1989年に設立された団体。略称はJASMA。

## 概要
主に自動車スポーツマフラーの普及促進を行うため、保安基準適合や排ガス、騒音防止、熱害防止といったマフラーの不正改造防止を推進している。

## 沿革
- 1989年8月 - 日本自動車優良マフラー協会（仮）発足開始。
- 1989年10月19日 - 横浜市港北区新羽町569に日本自動車スポーツマフラー協会発足。
- 1993年3月 - 事務局を横浜市港北区新横浜2-14-24に移転。
- 2004年9月13日 - 事務局を神奈川県相模原市下九沢2140-101に移転。
- 2005年10月1日 - 日本自動車マフラー協会へ改称。
- 2008年10月25日 - 事務局を神奈川県相模原市相模原4-10-18-1Fに移転。
- 2014年7月31日 - 日本自動車スポーツマフラー協会へ改称。